# Marquesado de Benalúa
El marquesado de Benalúa es un título nobiliario español creado por la reina Isabel II por real decreto del 25 de octubre de 1844 y real despacho el 29 de julio de 1849 a favor de Gaspar de Aguilera y Contreras, caballero de la Orden de Calatrava. Se le concedió grandeza de España el 17 de marzo de 1883. Su nombre se refiere al municipio de Benalúa, en la provincia de Granada. 
El IV marqués, José María Carlos de Aguilera y Aguilera fue propulsor y dio nombre a un barrio de Alicante, ciudad en la que tuvo una hacienda en la carretera de Valencia, llamada «Benalúa», y un palacete frente al parque de Canalejas que fue demolido en los años 1960.

## Marqueses de Benalúa
- Gaspar de Aguilera y Contreras (Madrid, 12 de abril de 1795-25 de diciembre de 1856), I marqués de Benalúa,[2][5][3] senador vitalicio, caballero de la Orden de Calatrava, secretario de rey, ministro plenipotenciario y gran cruz de la Orden de Carlos III.[1] Era hijo de Manuel Isidoro de Aguilera y Galarza,  X conde de Villalobos y XIII marqués de Cerralbo, y de su esposa Josefa Contreras de Vargas-Machuca, VII condesa de Alcudia, ambos grandes de España.[5]

Sin descendencia. El 1 de marzo de 1857, le sucedió su hermano.
- Domingo de Aguilera y Contreras (m. 2 de mayo de 1864), II marqués de Benalúa,[3] caballero de la Orden de Montesa, coronel de caballería, diputado a Cortes por Salamanca y senador vitalicio.[1]

Contrajo matrimonio, el 7 de septiembre de 1824, con María Juana de Santiago Perales y Rojo. El 26 de septiembre de 1864, le sucedió su hijo.
- Carlos Gaspar de Aguilera y Santiago de Perales (Madrid, 8 de julio de 1819-Madrid, 14 de diciembre de 1880), III marqués de Benalúa,[3] teniente de navío y caballero de la Orden de Malta.[1]

Casó en primeras nupcias el 29 de diciembre de 1844 con María Josefa de Aguilera y Becerril (m. 13 de junio de 1855), hija de los XVI marqueses de Cerralbo. El 29 de noviembre de 1860 contrajo un segundo matrimonio con María Rosario Hernández de Tejada y Ruiz de Villanueva. El 14 de junio de 1881, le sucedió su hijo del primer matrimonio.
- José María Carlos de Aguilera y Aguilera (Madrid, 28 de abril de 1848-25 de noviembre de 1900), IV marqués de Benalúa.[2][a] En 1882, el rey Alfonso XIII otorgó grandeza de España al IV marqués.[6]

Contrajo matrimonio el 17 de mayo de 1874 con Enriqueta Waring y Hernández de Tejada. El 31 de enero de 1902, le sucedió su hija.
- María del Rosario de Aguilera y Waring (Alicante, 6 de marzo de 1875-Morata de Tajuña, 20 de febrero de 1918),[1] V marquesa de Benalúa.[2]

Casó el 6 de abril de 1897 con Joaquín Escrivá de Romaní y Fernández de Córdoba, hijo de los I marqueses de Argelita. El 8 de mayo de 1920, le sucedió su hijo.
- Joaquín Escrivá de Romaní y Aguilera (Valencia, 7 de febrero de 1898-13 de febrero de 1977), VI marqués de Benalúa.[2]

Casó, en Alicante en abril de 1923, con María Gracia de la Torre Casado. El 3 de octure de 1980, le sucedió su sobrina.
- Luisa María Escrivá de Romaní y Fominaya (29 de junio de 1927-Madrid, 24 de junio de 2015,[8] VII marquesa de Benalúa.[2]

Caso el 22 de octubre de 1952 con José María Colomer y Goya Borrás (m. 27 de junio de 1995), barón pontificio de Goya-Borrás. Era hija de José Luis Escrivá de Romaní y Aguilera Fernández de Córdova y Waring (m. Barcelona el 9 de diciembre de 1972) y de Gabriela Fominaya y Gummá (m. 5 de junio de 1986). El 20 de septiembre de 2019, le sucedió su primo hermano:
- Joaquín Fominaya y Escrivá de Romaní (5 de marzo de 1927-Palma de Mallorca, 24 de octubre de 2022[12]), VIII marqués de Benalúa,[2] hijo de Luis Fominaya y Gummá y de Enriqueta Escrivá de Romaní y Aguilera.[13]

Casó con Margarita María García Ferrer. Sucedió su hija:
- Margarita María Paloma Fominaya y García, IX marquesa de Benalúa.[2][14]

Casó con Alfonso Olivera y Marañón. Padres de: Jimena, Fabiola y Leticia Olivera y Fominaya.